# Grobowce Atuanu
Grobowce Atuanu (tyt. oryg. The Tombs of Atuan) – powieść fantasy amerykańskiej pisarki Ursuli K. Le Guin, druga część cyklu Ziemiomorze.
Wydana w 1971 przez wydawnictwo Atheneum Books, polskie tłumaczenie Piotra W. Cholewy ukazało się nakładem wydawnictwa Phantom Press w 1990 w serii Fantasy & SF.
Powieść otrzymała w 1972 nagrodę Newbery Honor Book.
Telewizyjna produkcja Ziemiomorze (2004), jest częściowo oparta na tym tomie cyklu.

## Fabuła
Dziewczynka imieniem Tenar urodziła się tego samego dnia, kiedy zmarła najwyższa kapłanka Grobowców Atuanu, na wyspach Kargadu, więc gdy kończy sześć lat, staje się jej następczynią. Traci wtedy swe imię i przyjmuje przydomek Kapłanki Wiecznie Odradzanej, Arha – Pożarta. Od kapłanek niższego szczebla – Thar i Kossil, zawistnych i cynicznych, uczy się obrzędów Bezimiennych Bogów. Uczy się także na pamięć poruszać się po podziemnym Labiryncie, gdzie spoczywają skarby Bogów, gdzie nigdy nie wpadł nawet promień światła. Lata mijają, obrzędy są tak samo nudne, a w Bezimiennych Bogów nie wierzą już chyba nawet same kapłanki, całą energię poświęcając na intrygi. Jednak któregoś dnia, Arha podążając przez Labirynt dostrzega nikły blask. Przez tajny otwór widzi w podziemiach mężczyznę, który uwiązł, próbując dostać się do Labiryntu. Początkowo bierze go za złodzieja, którzy niekiedy podejmują próbę ograbienia skarbca i umierają z głodu, nie mogąc się wydostać. Po pewnym czasie stwierdza jednak, że mężczyzna jest magiem, który zapewne szuka największego ze skarbów Labiryntu – połowy amuletu Erretha-Akbe. Wbrew zasadom, postanawia mu pomóc, przynosi jedzenie, rozmawia z nim. W końcu decyduje się go uwolnić, darowując wcześniej amulet. Krogulec, bo to on jest owym magiem, uciekając, zabiera ze sobą nie tylko połówkę amuletu, ale i Arhę, teraz znów Tenar, którą uwalnia spod władzy Bezimiennych Bogów. Świątynia po ich wyjściu wali się w gruzy.
Amulet Erretha-Akbe teraz jest cały. Pierwszą połowę Krogulec zdobył w czasie pościgu za Cieniem, co jest opisane w Czarnoksiężniku z Archipelagu. Przez długi czas był nieświadom tego, co posiada, aż uświadomił mu to smok. Teraz zdobył drugą połowę. Połączony amulet to klucz do pokoju w całym Archipelagu. A przywozi go do stolicy, Havnoru, właśnie Tenar.